# Retroproyector

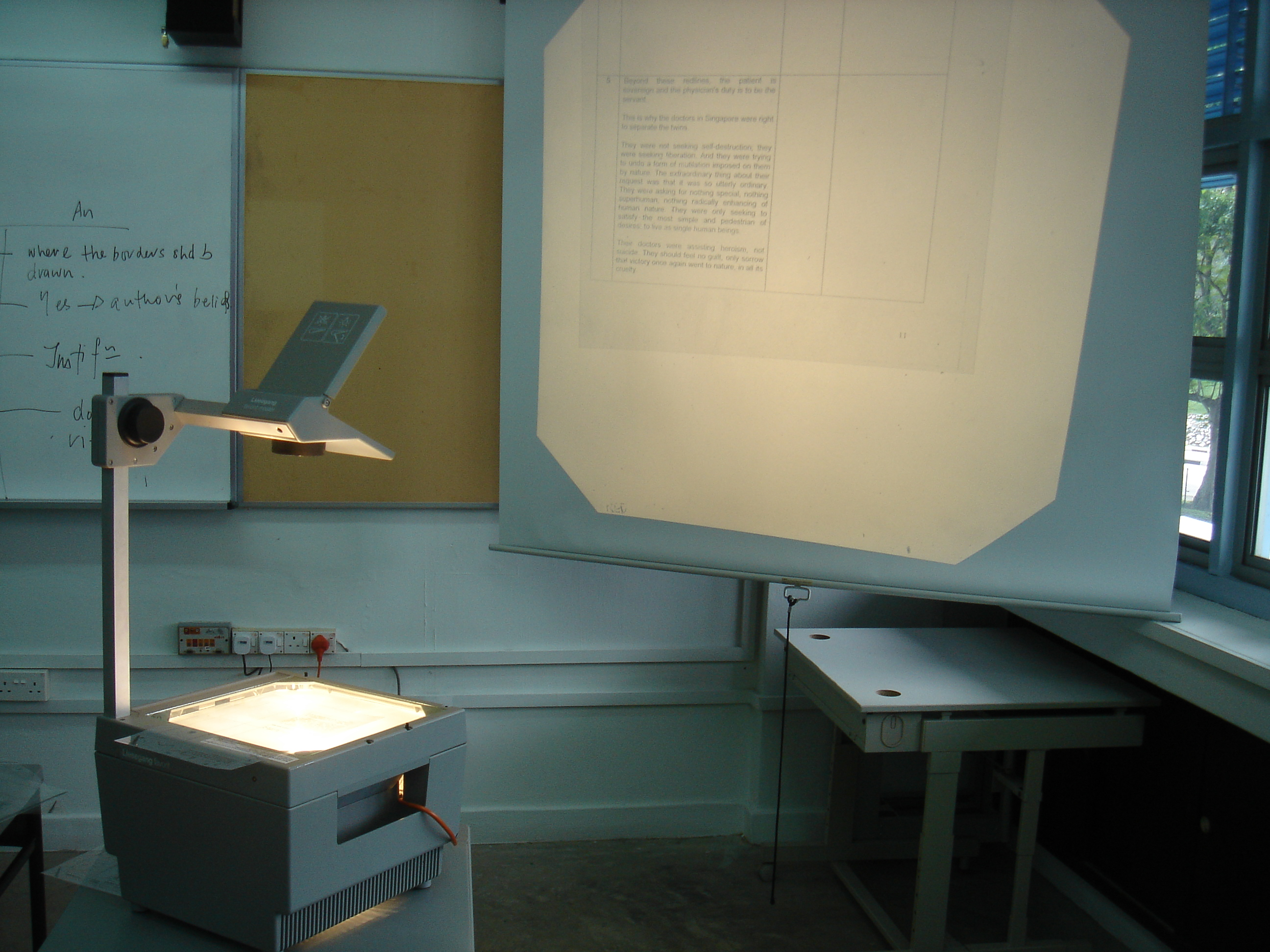
Un retroproyector en funcionamiento

Un retroproyector es una variación de un proyector de diapositivas que se utiliza para proyectar imágenes a una audiencia. 
El retroproyector consiste típicamente en una caja grande que contiene una lámpara muy brillante y un ventilador para refrescarla, en la tapa de la cual hay una lente de fresnel grande que enfoca la luz. Sobre la caja, típicamente en el extremo de un brazo largo, hay un espejo y una lente que enfoca y vuelve a proyectar la luz adelante en vez de para arriba.
Las transparencias se colocan encima de la lente para la exposición. La luz de la lámpara viaja a través de la transparencia y en el espejo donde se proyecta hacia adelante sobre una pantalla para su exhibición. El espejo permite que el presentador y las audiencias vean la figura (imagen) al mismo tiempo: el presentador mira abajo la transparencia como si escribiera, la audiencia mira al frente hacia la pantalla. La altura del espejo puede ser ajustada para enfocar la imagen y hacerla más grande o más pequeña dependiendo de lo próximo que está el proyector a la pantalla.

## Ajuste de longitud focal
Los retroproyector de mejor calidad ofrecen una rueda o un tornillo de ajuste en el cuerpo del proyector, para mover la lámpara hacia o lejos de la lente de fresnel. Cuando el espejo sobre la lente se mueve demasiado arriba o demasiado bajo, se mueve de la distancia focal óptima para crear una imagen uniformemente blanca, dando por resultado una imagen proyectada de color azul o marrón  bordeando el exterior de la pantalla. Dar vuelta a la rueda del ajuste mueve la lámpara para corregir la distancia focal y restaura la imagen proyectada en blanco.

## Iluminación

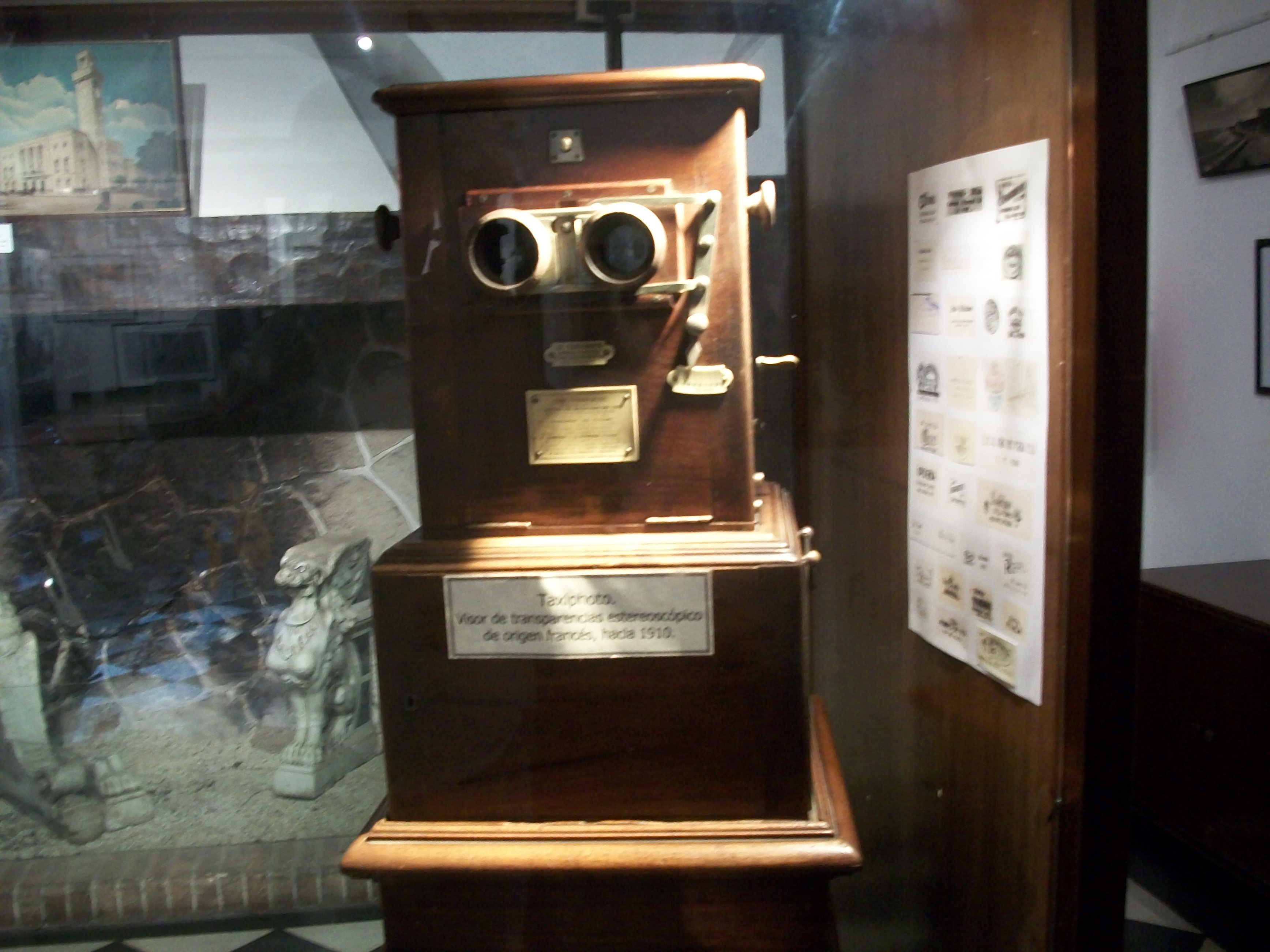
Retroproyector antiguo.

La tecnología de la lámpara de un retroproyector es generalmente muy simple comparada con el proyector de un vídeo moderno de LCD o DLP. La mayoría de los retroproyector utilizan una lámpara de extremadamente alta potencia de halógeno que pueda consumir hasta 750 vatios y con todo, producen una imagen bastante débil, amarillenta. Se requiere un ventilador de alto flujo para mantener la bombilla sin derretirse debido a la salida de calor. Además, el calor intenso generalmente hace fallar rápidamente la lámpara de halógeno, que, a menudo dura menos de 100 horas antes de fallar y de requerir recambio. Un LCD o un DLP moderno utiliza una lámpara de arco con una eficacia luminosa más alta y tiene una duración de miles de horas. Una desventaja a la tecnología de LCD/DLP es el tiempo de calentamiento requerido para las lámparas de arco, pero ese excitamiento instantáneo de las lámparas de halógeno puede ser el factor más grande de su índice rápido de fallo.
Los retroproyectores más viejos utilizaban un cuerpo tubular de lámpara de cuarzo que contenía el filamento solamente montado sobre un reflector pulido en forma de cuenco. Sin embargo como la lámpara era suspendida arriba y fuera el reflector, una gran cantidad de luz era echada a los lados dentro del cuerpo del proyector que se perdía y requería una lámpara muy grande para dar suficiente iluminación a la pantalla. Los proyectores más recientes utilizan una lámpara integrada y un montaje cónico del reflector que permita que la lámpara esté situada profundamente dentro del reflector para enfocar más luz hacia la lente de fresnel, permitiendo el uso de lámparas de baja energía.
La innovación más reciente para los retroproyectores con lámparas/reflectores integrados es un cambio rápido de lámpara dual, permitiendo que dos lámparas sean instaladas en el proyector en zócalos movibles. Si durante la presentación una lámpara falla, el presentador puede mover simplemente una palanca para deslizar los repuestos dentro de la posición y para continuar con la presentación, sin necesidad de abrir la unidad de la proyección o esperar que la bombilla que ha fallado se refresque para substituirla.